# Osvalinda Alves Pereira
Osvalinda Alves Pereira, född 1968 i Pará i Brasilien, är en brasiliansk miljöaktivist och grundare till organisationen Areia II Women's Association som utvecklar hållbart ekologiskt jordbruk. Alves Pereira har kontinuerligt rapporterat till de federala myndigheterna om den illegala skogsavverkningen i Areiaområdet. Hon och hennes make Daniel Alves Pereira har I tio år organiserat lokalsamhället i delstaten Pará för att bekämpa den illegala skogsavverkningen i Amazonas regnskog. De har mottagit otaliga hot från de kriminella nätverken som deltar i olagliga avverkningar. Brasilien har skrivit under Parisavtalet och förbundit sig att all illegal avverkning skall upphöra före 2030. Areia II Women’s Association, som grundades av Alves Pereira ligger strategiskt mellan tre nationalparker, Trairao National Forest, Jamanxim nationalpark och Riozinho de Afrisio Extractive Reserve. I dessa områden förekommer skogsavverkning och beväpnade män skrämmer lokalbefolkningen.

## Priser och utmärkelser
- 2020 – Edelstampriset